# Иммобилайзер
Иммобилайзер (Иммобилизатор) (англ. immobiliser — «обездвиживатель») — вид электронного противоугонного устройства. Предназначен для надежной блокировки некоторых из модулей автомобиля или другого транспорта.

## Функции иммобилайзера

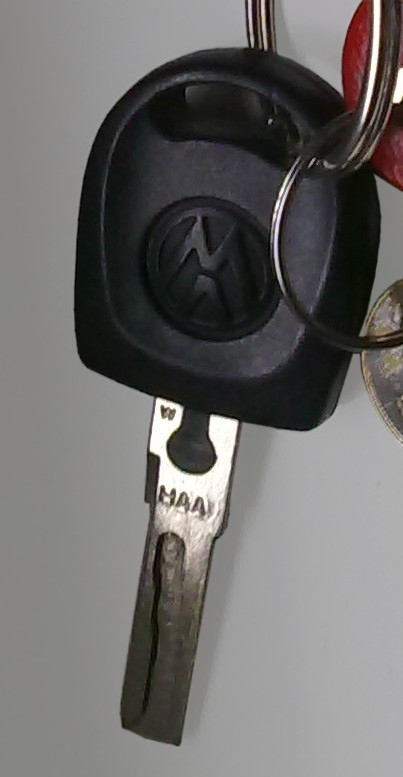
Ключ автомобиля с транспондером иммобилайзера

Главной задачей иммобилайзера является недопущение к управлению посторонних лиц, в том числе при попытках угона. Включение и выключение иммобилайзера должно быть доступно только хозяину автомобиля. Как правило, для этой цели используется электронный кодовый ключ; менее распространены модели с ручным набором кода. Перед тем как завести машину, владелец должен вставить кодовый ключ в специальное гнездо, обеспечив тем самым считывание кода системой иммобилайзера и выключение блокировки, либо разместить бесконтактную электронную «метку» (транспондер с соотв. чипом) в зоне действия антенны системы иммобилайзера. В системах с ручным набором кода для того, чтобы выключить иммобилайзер, необходимо ввести установленный владельцем код. При разрушении иммобилайзера или несанкционированном отключении, системы автомобиля остаются блокированными.
Почти все типы иммобилайзеров имеют функцию автоматической постановки на охрану по истечении определённого срока (тайм-аут), во время которого не производилось каких-либо действий человеком.

## Виды иммобилайзеров

### Штатный иммобилайзер
Практически любой современный автомобиль имеет штатный иммобилайзер. Это электронное устройство либо воспринимает набираемую цифровую комбинацию, либо (как правило) воспринимает сигнал от транспондера иммобилайзера. Это последний элемент обычно встраивается в ключ для запуска, и правильный ответ от транспондера ведёт к передаче по шине данных, соединяющей иммобилайзер и блок управления двигателем, разрешающих сигналов. Таким образом, классическая защита в виде ключа замка зажигания дополняется электронной блокировкой запуска, и без специальных познаний при потере ключей (угоне) запуск может быть произведён после замены всей связки блок управления - иммобилайзер - транспондер (в некоторых случаях авторизация проходит при помощи введения секретного пароля через штатные кнопки автомобиля). Штатные иммобилайзеры могут иметь как статический, так и плавающий код транспондера. Последний необходим для затруднений угонщику при подборе радиосигнала для разблокировки, так как разрешающая последовательность "плавает".

### Дополнительные иммобилайзеры
Поскольку угонщики овладевают методиками угона автомобилей со штатной противоугонной системой, владельцы обычно устанавливают свою противоугонную систему, чаще всего имеющую свой блок иммобилайзера. В результате задача злоумышленника усложняется, замедляя тем самым угон. Некоторые варианты таких иммобилайзеров позволяют несанкционированно заводить двигатель, который через некоторое время глохнет. Так угонщик оказывается с заглохшей машиной на дороге, и, во избежание видеофиксации на дорогах, может оставить автомобиль.
Дополнительные иммобилайзеры являются устройствами для отключения двигателя, управляемыми радиосигналами, либо по проводам. В их состав могут входить как обычные реле, так и сложные устройства, маскирующиеся в виде безобидных штатных блоков, что затрудняет их поиск и отключение. В большинстве случаев (особенно при установке сигнализации с автозапуском) работа штатного иммобилайзера подавляется с помощью обходчика иммобилайзера.
Существуют иммобилайзеры, работающие без разрывов электрических цепей, — CAN иммобилайзер. Блокирование работы двигателя происходит в результате отправки определенных сообщений по локальной CAN-шине автомобиля, создавая тем самым помехи. При использовании дополнительных устройств (например, электромагнитных клапанов), возможна блокировка работы неэлектрических систем.

## Обходчик иммобилайзера
Обычно представляет собой потайную и защищённую радиозакладку в виде штатного транспондера (одного из имеющихся штатного ключа зажигания), расположенного в радиусе действия транспондера (10-20 см) от штатного иммобилайзера. В других случаях, работа штатного иммобилайзера меняется его перепрошивкой, поскольку на современных автомобилях он обычным способом не отключается.

## Преимущества и недостатки иммобилайзеров
В зависимости от характеристик, иммобилайзеры в разной степени затрудняют угон. Например, статический код транспондера не станет проблемой для опытного угонщика; штатное размещение и стандартное действие электроники также облегчает ему задачу. Дорогие машины чаще всего комплектуют более сложными иммобилайзерами с большим количеством элементов для затруднений угона.
Многие системы страдают недостатками, чреватыми невозможностью запуска после глубокого разряда аккумулятора или помех в цепи питания, возможного сброса данных иммобилайзера. Тем самым, создаются проблемы самому владельцу/водителю. Принципиально любое усложнение снижает надёжность, а в случае ремонта автомобиля может создать трудности.

## Отличие иммобилайзера от автосигнализации
Функция иммобилайзера ограничивается блокировкой запуска и работы двигателя, в то время как автосигнализация кроме этого: управляет центральным замком дверей, подаёт тревожный сигнал при попытке угона (а в двухконтурных сигнализациях и сообщает об этом владельцу), позволяет выполнять дистанционный запуск двигателя, обычно имеет функцию автозапуска для прогрева в холодное время года, и другие опции. Таким образом, иммобилайзер (штатный или дополнительный) становятся элементом автосигнализации, если она установлена.  